# Dmitri Koudymov
Dmitri Aleksandrovitch Koudymov (en russe : Дмитрий Александрович Кудымов) est un aviateur soviétique, né en 1910 et décédé en 2003. Pilote de chasse et As des forces aériennes soviétiques, il se distingua en Chine puis durant la Seconde Guerre mondiale.

## Carrière
Dmitri Koudymov est né en 1910 dans le village de Verkh-Iousva (en russe : Верх-Юсьва), dans l'actuel kraï de Perm. Après avoir réussi des examens scolaires à Koungour, il travailla quelque temps à Polevskoï, dans l'oblast de Sverdlovsk, puis rejoignit les rangs de l'Armée rouge. Il suivit les cours de l'école de l'Air d'Orenbourg, où il obtint d'excellentes notes et fut envoyé au Collège militaire de l'air de Katcha, en Crimée. Il en sortit breveté pilote, avant d'être dirigé sur une escadrille opérationnelle.

## Campagne de Chine
Muté dans une unité de chasse aérienne d'Extrême-Orient en 1937, il se porta volontaire pour rejoindre les rangs d'un groupe expéditionnaire aérien soviétique qui combattait les Japonais aux côtés des troupes chinoises. Volant sur I-16, il y obtint 4 victoires homologuées en deux mois :
- 2 décembre 1937 : 1 Mitsubishi A5M abattu ;
- 3 décembre 1937 : 1 bombardier abattu ;
- ? décembre 1937 : 1 appareil ennemi non identifié abattu ;
- 18 février 1938 : 1 Mitsubishi A5M abattu.

## Seconde Guerre mondiale
En juin 1941, lors de l'invasion allemande de l'Union soviétique, il avait été promu au grade de major (commandant) dans l'aéronavale et commandait le 9.IAP-ChF (régiment de chasse de l'aéronavale), faisant partie de la Flotte de la mer Noire. Il continua de voler sur chasseur I-16, bien que celui-ci fût pour le moins obsolète, jusqu'au début 1943. En février 1943, il fut muté dans la flotte de la Baltique, avec laquelle il termina la guerre.
Dmitri Koudymov est décédé en 2003 à Tallinn.

## Palmarès et décorations

### Tableau de chasse
Dmitri Koudymov est crédité de 45 victoires homologuées, dont 12 individuelles et 29 en coopération.

### Décorations
- Quatre fois titulaire de l'ordre du Drapeau rouge.